# Balduin I. (Bentheim)
Balduin I., genannt der Tapfere, (* vor 1190; † zwischen 23. April 1246 und 9. Mai 1248) war Graf von Bentheim und Burggraf von Utrecht.
Er war der Sohn des Otto I. von Holland-Bentheim († um 1207), Graf von Bentheim, aus einer Nebenlinie der Grafen von Holland (Gerulfinger), und dessen erster Gattin Alverada von Arnsberg aus dem Hause Cuyk.
Beim Tod seines Vaters folgte ihm Balduin als Graf von Bentheim. Er war Anhänger der Welfen und wurde Vogt von Wietmarschen und Werseloe. Er arbeitete eng mit seinem Cousin, dem holländischen Grafen Wilhelm I., zusammen und wurde nach dessen Tod 1222 zeitweise holländischer Mitregent für Wilhelm minderjährigen Sohn Florens IV.
1217 bis 1219 nahm er am Fünften Kreuzzug teil.
Als Burggraf von Utrecht wurde er in die bischöflichen Probleme und Fehden mit den Friesen und dem Burggrafen von Coevorden hineingezogen. In der Schlacht bei Ane, 1227, geriet er in Gefangenschaft.
1246 wird Balduin letztmals urkundlich erwähnt; 1248 hatte ihn bereits sein Sohn Otto (II.) als Graf von Bentheim beerbt.
Mit seiner Gattin namens Jutta hatte er vier Kinder:
- Otto II., 1248 Graf von Bentheim, 1264 Graf von Tecklenburg; ⚭ vor 1232 Heilwig, * um 1219, † um 1264, Tochter des Grafen Otto I. von Tecklenburg
- Elisabeth; ⚭ Ludolf III. († um 1265), Herr von Steinfurt
- Ekbert, apanagierter Herr von Malsen und Westerholte, Vogt von Alborg
- Berta (* 1215); ⚭ Heinrich II. († um 1272), Graf von Dale
- Balduin († um 1258)